# Vilanova de Meià (kommun)
Vilanova de Meià är en kommun i Spanien.   Den ligger i provinsen Província de Lleida och regionen Katalonien, i den nordöstra delen av landet, 400 km öster om huvudstaden Madrid. Antalet invånare är 423. Arean är 105 kvadratkilometer. Vilanova de Meià gränsar till Àger, Camarasa, Llimiana, Gavet de la Conca, Isona i Conca Dellà, Artesa de Segre och Alòs de Balaguer. 
Terrängen i Vilanova de Meià är huvudsakligen kuperad, men åt nordväst är den bergig.
Vilanova de Meià delas in i:
- Santa Maria de Meià